# 환상거탑
《환상거탑》은 2013년 7월 17일부터 2013년 9월 4일까지 tvN에서 방영된 옴니버스 드라마이다.

## 등장 인물
- 강성진 : 민철 역
- 이하린 : 미선 역(1화), 전단지 미녀 역(4화)
- 조달환 : 김상진 역
- 김사희 : 이은선 역
- 남성진 : 간수 역
- 안재모 : 강동욱 역
- 김승현 : 강동민 역
- 신지수 : 박현진 역
- 강태성 : 성태준 역
- 정원 : 김효정 역
- 이병욱 : 전병학 역
- 홍경인 : 형식 역
- 성은 : 리리 역
- 차현정 : 지수 역
- 김정미 : 지민 역
- 정욱 : 민석 역
- 김세희 : 메이 역
- 데니안 : 달수 역
- 윤진영 : 이은선 남동생 역(1화), 의사 역(2화), 형식한테 두들겨맞는 친구 역(3화), 명수 역(4화), 기수 역(6화)
- 김채연 : 고유미 역
- 김소정 : 가수 아이 역
- 성유빈 : 시장 역
- 송재림 : 용완 역
- 솔비 : 은성 역
- 손석호 : 은성의 자살을 막은 남자 역(5화), 유택근 역(8화)
- 곽지민 : 유미 역
- 황준원 : 타임은행 창구직원 역(1화), 태준에게 죽임을 당한 깡패 역(2화), 리리 소속사 사장 역(3화), 고유미 친구 역(4화), 김영종 역(5화), 팀장 역(8화)
- 이태영 : 미영 역
- 윤주만 : 다른인격의 유미 역
- 이상인 : 정환주 역
- 한슬아 : 하나 역
- 오유나 : 이윤희 역
- 장윤희 : 커플매니저 역(6화), OTL 홈쇼핑 여성진행자 역(7화)
- 안혜경 : 미연 역
- 정이랑 : 희선 역
- 임지후 : 유석 역
- 김대현 : 민기 역
- 강석정 : 바텐더 역
- 박민경 : 말숙 역
- 심현섭 : 상식 역
- 승엽 : 승엽 역
- 이동윤 : OTL 홈쇼핑 남성진행자 역
- 미성 : 미성 역
- 이켠 : 이승관 역
- 지율 : 연수 역
- 배기성 : 영어선생님 역
- 유지현 : 승관에게 눈에 띈 여성 역
- 오태하 : 김환석 역
- 한소영 : 이유리 역
- 이재환 : 태수 역
- 이민혁 : 민호 역
- 유태웅 : 선호 역
- 이현빈 : 어린아이로 환생한 김환석 역
- 최서영 : 어린아이로 환생한 이유리 역
- 김빈우 : 송현지 역
- 이채리 : 팀장의 아내 역
- 한춘일 : 사장 역
- 이영식 : 송현지 회사 동료 역
- 김재욱 : 검사 역(1화), 술집가수 역(2화), 후배기자와 불륜행각을 벌인 기자 역(5화)
- 유식 :

## 회차정보
- 1화 - 인권존중 / 타임은행 (첫회) : 2013.07.17 방영

- 인권존중
17명의 사람을 잔인하게 살해하고 유기한 민철이 체포되고 재판이 열린다. 그렇게 큰 범죄를 저지르고도 반성의 기미가 보이지 않는 민철에게 사람들은 분노한다. 하지만 재판부는 가해자의 인권도 존중 받아야 한다며 무기징역을 선고하고, 그 후 민철은 재소자의 인권과 복지를 최우선으로 삼고
시범적으로 운영되는 M교도소에 수감된다. 민철은 호텔 스위트룸 같은 감옥의 황당한 모습에 충격을 받게 되는데...
- 타임은행
평상시에는 게으름을 피우다가도 결정적일 때 시간이 없다고 아쉬워하던 상진은 어느 날, 부장의 은행 심부름에 늦어 낭패를 당하게 된다. 간절한 마음으로 그 시간에 문을 연 은행을 찾던 중 상진이 찾은 은행은 바로 시간을 저축해서 필요할 때 쓸 수 있는 타임은행.
타임은행을 알게 된 상진의 인생은 180도 달라진다. 더 이상 지각하지 않고, 사랑하는 애인과의 약속 시간에 늦을 까 염려하지 않아도 되고, 회사 업무에 많은 시간을 미리 준비 할 수 있어서 난생 처음 유능하다는 칭찬도 듣는다.
그러던 어느 날, 사랑하는 애인 은선이의 갑작스러운 죽음에 직면하게 된 상진은 어떻게 해서든 타임은행을 통해 그녀를 다시 살리려는 모든 노력을 다 해보는데...

## 시청률
| 회차 | 방송 일자       | AGB 닐슨 시청률 (전국) |
| ---- | --------------- | ---------------------- |
| 1    | 2013년 7월 17일 | 0.711%                 |
| 2    | 2013년 7월 24일 | 0.608%                 |
| 3    | 2013년 7월 31일 | 0.711%                 |
| 4    | 2013년 8월 7일  | 0.606%                 |
| 5    | 2013년 8월 14일 | %                      |
| 6    | 2013년 8월 21일 | %                      |
| 7    | 2013년 8월 28일 | %                      |
| 8    | 2013년 9월 4일  | %                      |

## 같이 보기
- 푸른거탑
- 하얀거탑